# Nick Jr. Belgien
Nick Jr. Belgien ist der französisch-belgische Ableger des US-Senders Nick Jr.
Er startete am 28. August 2009 und sendet 24 Stunden lang. Er ist ausschließlich über das digitale belgische Kabelnetz VOO zu empfangen.
Die niederländische Version wird seit 2005 in Flandern vertrieben.

## Sendungen
- Dora
- Diego
- Wonder Pets